# 一君万民論
一君万民論（いっくんばんみんろん）とは、ただ一人の君主にのみ生来の権威・権限を認め、その他の臣下・人民の間には原則として一切の差別・身分差を認めないとする思想・主張である。

## 概略
日本では律令制に由来し、吉田松陰や板垣退助が唱えた。幕末には討幕派の志士に広く支持された思想で、明治政府は華族制度の創設や武士身分の士族への編入など、当初は旧来の身分制度をある程度継承したものの、廃藩置県・徴兵令・秩禄処分といった政策の断行に依って特権身分の改革を行った。また、江戸時代までの被差別部落民を平等化する解放令も発布された。

## 明治維新以降
明治維新後、一君万民論は朝野における思想的底流として根強く、断続的に天皇の権威強化と皇室以外の身分特権の縮小がなされていった。士族制度は早い段階で形骸化し、貴族院に依拠する少なからぬ特権を有した華族制度に対しても批判は少なくなかった。板垣退助は、特権身分制度の世襲に疑問を持ち華族の爵位を拝辞して『辞爵表』を奉呈するも、遂に勅許あらせらせず、三顧の礼を以ってこれを受爵したが、薨去後、嫡男・板垣鉾太郎は、これを返上した。板垣退助は『一代華族論』において、自身の討幕の目的は、国民の自由を回復させる一君万民の実現であったと記している。
一君万民論は藩閥体制打倒とデモクラシー導入の大義として掲げられ、身分的特権のみならず財閥などの経済的権力に対抗するイデオロギーとしても機能した。昭和前期においては在野の知識層のみならず青年将校や革新官僚が一君万民論の支持勢力として登場した。

## 日本国憲法施行以降
第二次世界大戦の敗戦にともなう被占領以降は表立って唱えられることはなくなったが、日本国憲法において華族制度が廃止され、天皇・皇族以外の制度的に固定された身分は消滅している。

## 補註
1. ↑  二・二六事件で反乱軍とされる勢力による『蹶起趣意書』は、一君万民論に基づき起草されたもので、皇国の「八紘一宇」完成への障害として「万民の生成化育」を抑圧させている特権階級を弾劾している[4][5]。